# Ľubomír Stacho
Ľubomír Stacho (* 13. srpna 1953, Handlová, Slovensko) je slovenský fotograf a pedagog, který působí na Vysoké škole výtvarných umění v Bratislavě. Je autorem několika publikací, včetně knihy Mladé médium I. a II. o fotografii na VŠVU, zborníku ze sympózia a několik tvořivých dílen. Stacho se také věnuje tenisu a je bývalým slovenským tenistou.

## Životopis
Narodil se 13. srpna 1953 v Handlové na Slovensku. Stacho získal několik mezinárodních ocenění a působil jako hostující profesor na univerzitách v Gentu, Amsterdamu, Nottinghamu, Providence a New Jersey. Stacho je známý svými fotografiemi, včetně projektu Obchodná ulica, který zachycuje bratislavskou ulici v různých časech dne.